# Delești
Delești est une commune roumaine située dans le județ de Vaslui.